# Evening Standard British Film Awards
Gli Evening Standard British Film Awards sono dei premi cinematografici britannici, istituiti nel 1974 dal giornale londinese London Evening Standard. Gli Standard Awards sono la sola cerimonia «dedicata al talento britannico e irlandese». Ciascuna cerimonia premia i film dell'anno precedente.

## Vincitori

### Anni settanta

#### 1972
- Miglior film – Arancia meccanica
- Miglior attore – Malcolm McDowell per Arancia meccanica

#### 1974
- Miglior film – La figlia di Ryan
- Miglior commedia – The National Health
- Miglior attore – Keith Mitchell per Tutte le donne del re
- Miglior attrice – Glenda Jackson per Maria Stuarda, regina di Scozia
- Miglior attore esordiente – Simon Ward
- Miglior attrice esordiente – Lynne Frederick

#### 1975
- Miglior film – Agente 007 - Vivi e lascia morire
- Miglior commedia – I tre moschettieri
- Miglior attore – Michael Caine per Gli insospettabili
- Miglior attrice – Glenda Jackson per Un tocco di classe
- Miglior attore esordiente – Edward Fox
- Miglior attrice esordiente – Heather Wright

#### 1976
- Miglior film – Assassinio sull'Orient Express
- Miglior commedia – Milady - I quattro moschettieri
- Miglior attore – Albert Finney per Assassinio sull'Orient Express
- Miglior attrice – Wendy Hiller per Assassinio sull'Orient Express
- Miglior attore esordiente – Robin Askwith
- Miglior attrice esordiente – Jill Townsend

#### 1977
- Miglior film – Aces High
- Miglior commedia – La Pantera Rosa colpisce ancora
- Miglior attore – Peter Sellers per La Pantera Rosa colpisce ancora
- Miglior attrice – Annette Crosbie per La scarpetta e la rosa
- Miglior attore esordiente – Peter Firth
- Miglior attrice esordiente – Gemma Craven

#### 1978
- Miglior film – Quell'ultimo ponte
- Miglior commedia – La Pantera Rosa sfida l'ispettore Clouseau
- Miglior attore – John Thaw per La squadra speciale dell'ispettore Sweeney
- Miglior attrice – Billie Whitelaw per Il presagio
- Miglior attore esordiente – Dennis Waterman
- Miglior attrice esordiente – Lesley-Anne Down

#### 1979
- Miglior film – Guerre stellari
- Miglior commedia – La vendetta della Pantera Rosa
- Miglior attore – Alec Guinness per Guerre stellari
- Miglior attrice – Nanette Newman per Una corsa sul prato
- Miglior attore esordiente – Michael Jackson
- Miglior attrice esordiente – Lea Brodie

### Anni ottanta

#### 1980
- Miglior film – Assassinio sul Nilo
- Miglior commedia – Porridge
- Miglior attore – Peter Ustinov per Assassinio sul Nilo
- Miglior attrice – Maggie Smith per California Suite
- Miglior attore esordiente – Simon MacCorkindale
- Miglior attrice esordiente – Karen Dotrice

#### 1981
- Miglior film – Yankees
- Miglior commedia – Rising Damp
- Miglior attore – Denholm Elliott per Zulu Dawn, Rising Damp e Il lenzuolo viola
- Miglior attrice – Frances de la Tour per Rising Damp
- Miglior attore esordiente – Wendy Morgan
- Miglior attrice esordiente – Leonard Rossiter

#### 1982
- Miglior film – La donna del tenente francese
- Miglior attore – Bob Hoskins per Quel lungo venerdì santo
- Miglior attrice – Maggie Smith per Quartet
- Miglior regista esordiente – Franco Rosso
- Miglior sceneggiatore – Colin Welland
- Peter Sellers Award for Comedy – Bill Forsyth

#### 1983
- Miglior film – Moonlighting
- Miglior attore – Trevor Howard per Gli anni luce
- Miglior attrice – Jennifer Kendal per 36 Chowringhee Lane
- Migliore sceneggiatura – John Krish
- Miglior promessa – Cassie McFarlane
- Peter Sellers Award for Comedy – Michael Blakemore

#### 1984
- Miglior film – The Ploughman's Lunch
- Miglior attore – Ben Kingsley per Gandhi
- Miglior attrice – Phyllis Logan per Another Time, Another Place
- Miglior sceneggiatore – Ian McEwan
- Miglior promessa – Neil Jordan
- Miglior realizzazione tecnica o artistica – Chris Menges
- Peter Sellers Award for Comedy – Bill Forsyth
- Premio speciale – Richard Attenborough

#### 1985
- Miglior film – Orwell 1984
- Miglior attore – John Hurt per Champions, Vendetta e Orwell 1984
- Miglior attrice – Helen Mirren per Cal (film)
- Miglior sceneggiatore – Bernard MacLaverty
- Miglior promessa – Tim Roth
- Miglior realizzazione tecnica o artistica – John Alcott
- Peter Sellers Award for Comedy – Denholm Elliott

#### 1986
- Miglior film – My Beautiful Laundrette
- Miglior attore – Victor Banerjee per Passaggio in India
- Miglior attrice – Miranda Richardson per Ballando con uno sconosciuto
- Miglior sceneggiatore – Malcolm Mowbray e Alan Bennett
- Miglior promessa – Margi Clarke e Alexandra Pigg
- Miglior realizzazione tecnica o artistica – Norman Garwood
- Peter Sellers Award for Comedy – Michael Palin
- Premio speciale – George Harrison e Denis O'Brien

#### 1987
- Miglior film – Camera con vista
- Miglior attore – Ray McAnally per No Surrender e Mission
- Miglior attrice – Coral Browne per Dreamchild
- Miglior sceneggiatore – Robert Bolt per Mission
- Miglior promessa – Gary Oldman per Sid & Nancy
- Miglior realizzazione tecnica o artistica – Tony Pierce-Roberts per Camera con vista
- Peter Sellers Award for Comedy – John Cleese per Clockwise
- Premio speciale – Jake Eberts

#### 1988
- Miglior film – Anni '40
- Miglior attore – Derek Jacobi per Little Dorrit
- Miglior attrice – Emily Lloyd per Vorrei che tu fossi qui!
- Miglior sceneggiatore – Alan Bennett per Prick Up Your Ears
- Miglior promessa – Harry Hook per Kitchen Toto il colore della libertà
- Miglior realizzazione tecnica o artistica – Anthony Pratt per Anni '40
- Peter Sellers Award for Comedy – David Leland per Personal Services e Vorrei che tu fossi qui!

#### 1989
- Miglior film – Un pesce di nome Wanda
- Miglior attore – Bob Hoskins per La segreta passione di Judith Hearne e per Chi ha incastrato Roger Rabbit
- Miglior attrice – Billie Whitelaw per La sarta e Maggie Smith per La segreta passione di Judith Hearne
- Miglior sceneggiatore – Bruce Robinson per Shakespeare a colazione
- Miglior promessa – Kristin Scott Thomas per Il matrimonio di Lady Brenda e Jodhi May per Un mondo a parte
- Miglior realizzazione tecnica o artistica – William Diver e Patrick Duval per Voci lontane... sempre presenti
- Peter Sellers Award for Comedy – Charles Crichton per Un pesce di nome Wanda
- Premio speciale – Richard Williams

### Anni novanta

#### 1990
- Miglior film – Enrico V
- Miglior attore – Daniel Day-Lewis per Il mio piede sinistro
- Miglior attrice – Pauline Collins per Shirley Valentine
- Miglior sceneggiatore – Willy Russell per Shirley Valentine
- Miglior promessa – Andi Engel per Melancholia
- Miglior realizzazione tecnica o artistica – Anton Furst per Batman
- Peter Sellers Award for Comedy – Mike Leigh per Belle speranze
- Premio speciale – Peter Greenaway

#### 1991
- Miglior film – The Krays
- Miglior attore – Iain Glen per Fools of Fortune, per Un giorno nella vita e per Le montagne della luna
- Miglior attrice – Natasha Richardson per The Comfort of Strangers e per Il racconto dell'ancella
- Miglior sceneggiatore – Michael Eaton per Fellow Traveller
- Miglior promessa – Robbie Coltrane per The Krays
- Miglior realizzazione tecnica o artistica – David Watkin per Memphis Belle
- Peter Sellers Award for Comedy – Robbie Coltrane

#### 1992
- Miglior film – Close My Eyes
- Miglior attore – Alan Rickman per Robin Hood - Principe dei ladri, per Il fantasma innamorato e per Close My Eyes
- Miglior attrice – Juliet Stevenson per Il fantasma innamorato
- Miglior sceneggiatore – Neil Jordan per Un amore, forse due
- Miglior promessa – Anthony Minghella per Il fantasma innamorato
- Miglior realizzazione tecnica o artistica – Sandy Powell per Un amore, forse due, per Edoardo II e per Mio papà è il Papa
- Peter Sellers Award for Comedy – Ian La Frenais, Roddy Doyle,  Dick Clement per The Commitments

#### 1993
- Miglior film – Casa Howard
- Miglior attore – Daniel Day-Lewis per Casa Howard
- Miglior attrice – Emma Thompson per Gli amici di Peter e per L'ultimo dei Mohicani
- Miglior sceneggiatore – Terence Davies per The Long Day Closes
- Miglior promessa – Peter Chelsom per Hear My Song
- Miglior realizzazione tecnica o artistica – Sue Gibson per Secret Friends e per Hear My Song
- Peter Sellers Award for Comedy – Gli amici di Peter

#### 1994
- Miglior film – Piovono pietre
- Miglior attore – David Thewlis per Naked - Nudo
- Miglior attrice – Emma Thompson per Quel che resta del giorno e per Molto rumore per nulla
- Miglior sceneggiatore – Jim Allen per Piovono pietre
- Miglior promessa – Vadim Jean e Gary Sinyor per Leon the Pig Farmer
- Miglior realizzazione tecnica o artistica – Sandy Powell per Orlando e Stuart Craig per Il giardino segreto (film 1993)
- Peter Sellers Award for Comedy – Les Blair per Bad Behaviour
- Premio speciale – Anthony Hopkins

#### 1995
- Miglior film – Nel nome del padre
- Miglior attore – Ben Kingsley per Schindler's List - La lista di Schindler
- Miglior attrice – Kristin Scott Thomas per Quattro matrimoni e un funerale
- Miglior sceneggiatore – Richard Curtis per Quattro matrimoni e un funerale
- Miglior promessa – Ian Hart per Backbeat - Tutti hanno bisogno di amore e Gurinder Chadha per Bhaji on the Beach
- Miglior realizzazione tecnica o artistica – Dave Borthwick, Richard Hutchinson per The Secret Adventures of Tom Thumb
- Peter Sellers Award for Comedy – Hugh Grant per Quattro matrimoni e un funerale
- Premio speciale – Alec Guinness

#### 1996
- Miglior film – La pazzia di Re Giorgio
- Miglior attore – Jonathan Pryce per Carrington
- Miglior attrice – Kristin Scott Thomas per Angeli e insetti
- Miglior sceneggiatore – Alan Bennett per La pazzia di Re Giorgio
- Miglior promessa – Danny Boyle per Piccoli omicidi tra amici
- Miglior realizzazione tecnico-artistica – Andrew Dunn per La pazzia di Re Giorgio
- Peter Sellers Award for Comedy – Peter Chelsom per Il commediante
- Premio speciale – Lewis Gilbert

#### 1997
- Miglior film – Riccardo III
- Miglior attore – Liam Neeson per Michael Collins
- Miglior attrice – Kate Winslet per Ragione e sentimento e per Jude
- Miglior sceneggiatore – Emma Thompson per Ragione e sentimento e John Hodge per Trainspotting
- Miglior promessa – Emily Watson per Le onde del destino
- Miglior realizzazione tecnico-artistica – Tony Burrough per Riccardo III
- Peter Sellers Award for Comedy – Mark Herman per Grazie, signora Thatcher
- Premio speciale – Leslie Phillips

#### 1998
- Miglior film – Full Monty - Squattrinati organizzati
- Miglior attore – Robert Carlyle per Full Monty - Squattrinati organizzati, per La canzone di Carla e per Face
- Miglior attrice – Katrin Cartlidge per Ragazze
- Miglior sceneggiatore – Jeremy Brock per La mia regina
- Miglior promessa – Jude Law per Wilde
- Miglior realizzazione tecnico-artistica – Maria Djurkovic per Wilde
- Peter Sellers Award for Comedy – Antony Sher per La mia regina
- Premio speciale – Kenneth Branagh per Hamlet e John e Roy Boulting

#### 1999
- Miglior film – The General
- Miglior attore – Derek Jacobi per Love Is the Devil
- Miglior attrice – Julie Christie per Afterglow
- Miglior sceneggiatore – Eileen Atkins per La signora Dalloway
- Miglior promessa – Guy Ritchie per Lock & Stock - Pazzi scatenati
- Miglior realizzazione tecnico-artistica – Ashley Rowe per Still Crazy, per La governante e per Ventiquattrosette
- Peter Sellers Award for Comedy – Bill Nighy per Still Crazy
- Premio speciale – Ken Loach e Michael Caine

### Anni duemila

#### 2000
- Miglior film – East is East
- Miglior attore – Jeremy Northam per Il caso Winslow e per Un marito ideale
- Miglior attrice – Samantha Morton per Una passione spezzata
- Miglior sceneggiatore – Tom Stoppard per Shakespeare in Love
- Miglior promessa – Peter Mullan per Orphans
- Miglior realizzazione tecnico-artistica – John de Borman per Ideus Kinky - Un treno per Marrakech
- Peter Sellers Award for Comedy – Hugh Grant per Notting Hill
- Premio speciale – Freddie Francis

#### 2001
- Miglior film – Topsy-Turvy - Sotto-sopra
- Miglior attore – Jim Broadbent per Topsy-Turvy - Sotto-sopra
- Miglior attrice – Julie Walters per Billy Elliot
- Miglior sceneggiatore – Neil Jordan per Fine di una storia
- Miglior promessa – Jamie Bell per Billy Elliot
- Miglior realizzazione tecnico-artistica – Andrew Sanders per The Golden Bowl
- Peter Sellers Award for Comedy – Peter Lord e Nick Park per Galline in fuga
- Premio speciale – Peter Yates

#### 2002
- Miglior film – Gosford Park
- Miglior attore – Linus Roache per Pandaemonium
- Miglior attrice – Kate Winslet per Quills - La penna dello scandalo, per Enigma e per Iris - Un amore vero
- Miglior sceneggiatore – Richard Curtis, Andrew Davies, Helen Fielding per Il diario di Bridget Jones
- Miglior promessa – Ben Hopkins per The Nine Lives of Tomas Katz
- Miglior realizzazione tecnico-artistica – Stuart Craig per Harry Potter e la pietra filosofale
- Peter Sellers Award for Comedy – Hugh Grant per Il diario di Bridget Jones
- Premio speciale – Christopher Lee

#### 2003
- Miglior film – Piccoli affari sporchi
- Miglior attore – Chiwetel Ejiofor per Piccoli affari sporchi
- Miglior attrice – Catherine Zeta-Jones per Chicago
- Miglior sceneggiatore – Tom Hunsinger e Neil Hunter per Lawless Heart
- Miglior promessa – Asif Kapadia per The Warrior (film)
- Miglior realizzazione tecnico-artistica – Eve Stewart per Tutto o niente
- Peter Sellers Award for Comedy – Keith Fulton, Louis Pepe e Lucy Darwin per Lost in La Mancha
- Premio speciale – Barbara Broccoli e Michael G. Wilson

#### 2004
- Miglior film – La morte sospesa
- Miglior attore – Paul Bettany per The Heart of Me e per Master & Commander - Sfida ai confini del mare
- Miglior attrice – Emma Thompson per Love Actually - L'amore davvero
- Miglior sceneggiatore – Eric Weiss, Gregor Jordan, Nora Maccoby per Buffalo Soldiers
- Miglior promessa – Max Pirkis per Master & Commander - Sfida ai confini del mare
- Miglior realizzazione tecnico-artistica – Seamus McGarvey per The Hours
- Peter Sellers Award for Comedy – Bill Nighy per Love Actually - L'amore davvero
- Alexander Walker Special Award – Michael Winterbottom

#### 2005
- Miglior film – Il segreto di Vera Drake
- Miglior attore – Paddy Considine per Dead Man's Shoes
- Miglior attrice – Imelda Staunton per Il segreto di Vera Drake
- Miglior sceneggiatore – Paweł Pawlikowski per My Summer of Love
- Miglior promessa – Emily Blunt e Natalie Press per My Summer of Love
- Miglior realizzazione tecnico-artistica – Roger Deakins per The Village e per Ladykillers
- Peter Sellers Award for Comedy – Simon Pegg per L'alba dei morti dementi
- Alexander Walker Special Award – Working Title Films

#### 2006
- Miglior film – The Constant Gardener - La cospirazione
- Miglior attore – Ralph Fiennes per The Constant Gardener - La cospirazione
- Miglior attrice – Natasha Richardson per Follia
- Miglior sceneggiatore – Mark O'Halloran per Adam and Paul
- Miglior promessa – Saul Dibb per Bullet Boy
- Miglior realizzazione tecnico-artistica – Neil Marshall per The Descent - Discesa nelle tenebre
- Peter Sellers Award for Comedy – Tom Hollander per Orgoglio e pregiudizio
- Alexander Walker Special Award – Nick Park

#### 2007
- Miglior film – United 93
- Miglior attore – Daniel Craig per Casino Royale
- Miglior attrice – Judi Dench per Diario di uno scandalo
- Miglior sceneggiatore – Peter Morgan per The Queen - La regina e per L'ultimo re di Scozia
- Miglior promessa – Paul Andrew Williams per London to Brighton
- Miglior realizzazione tecnico-artistica – Anthony Dod Mantle per Brothers of the Head e per L'ultimo re di Scozia
- Peter Sellers Award for Comedy – Sacha Baron Cohen per Borat - Studio culturale sull'America a beneficio della gloriosa nazione del Kazakistan
- Alexander Walker Special Award – Stephen Frears

#### 2008
- Miglior film – Control
- Miglior attore – Daniel Day-Lewis per Il petroliere
- Miglior attrice – Helena Bonham Carter per Sweeney Todd - Il diabolico barbiere di Fleet Street
- Miglior sceneggiatore – Matt Greenhalgh per Control
- Miglior promessa – John Carney per Once
- Miglior realizzazione tecnico-artistica – Seamus McGarvey, Sarah Greenwood, Jacqueline Durran per Espiazione
- Miglior colonna sonora – Jonny Greenwood per Il petroliere
- Alexander Walker Special Award – Julie Christie

#### 2009
- Miglior film – Hunger
- Miglior regista – Stephen Daldry per The Reader - A voce alta
- Miglior attore – Michael Sheen per Frost/Nixon - Il duello e Pat Shortt per Garage
- Miglior attrice – Tilda Swinton per Julia
- Miglior sceneggiatore – Martin McDonagh per In Bruges - La coscienza dell'assassino
- Miglior promessa – Joanna Hogg per Unrelated
- Miglior realizzazione tecnico-artistica – Mark Digby per The Millionaire
- Peter Sellers Award for Comedy – Sally Hawkins per La felicità porta fortuna - Happy-Go-Lucky
- Alexander Walker Special Award – Mike Leigh

### Anni duemiladieci

#### 2010
- Miglior film – Fish Tank
- Miglior attore – Andy Serkis per Sex & Drugs & Rock & Roll
- Miglior attrice – Anne-Marie Duff per Nowhere Boy
- Miglior sceneggiatore – Jesse Armstrong, Simon Blackwell, Armando Iannucci e Tony Roche per In the Loop
- Miglior promessa – Peter Strickland per Katalin Varga
- Miglior realizzazione tecnico-artistica – Barry Ackroyd per The Hurt Locker
- Miglior documentario – Anvil! The Story of Anvil
- Peter Sellers Award for Comedy – Sacha Baron Cohen per Brüno
- Alexander Walker Special Award – Nicolas Roeg

#### 2011
- Miglior film – Neds
- Miglior attore  – Andrew Garfield per The Social Network e Non lasciami
- Miglior attrice – Kristin Scott Thomas per L'amante inglese
- Miglior sceneggiatura – Clio Barnard per The Arbor
- Miglior promessa – Ben Wheatley per Down Terrace
- Miglior documentario – John Krish – A Day in the Life: Four Portraits of Post-War Britain
- Miglior realizzazione tecnico-artistica – Gareth Edwards per Monsters
- Peter Sellers Award for Comedy – Roger Allam per Tamara Drewe - Tradimenti all'inglese
- Alexander Walker Special Award – Christopher Nolan

#### 2012
- Miglior film – Dobbiamo parlare di Kevin
- Miglior attore – Michael Fassbender per Shame e Jane Eyre
- Miglior attrice – Olivia Colman per Tyrannosaur
- Miglior sceneggiatura – Andrew Haigh – Weekend
- Miglior promessa – Tom Kingsley & Will Sharpe per Black Pond
- Miglior documentario – Senna
- Miglior realizzazione tecnico-artistica – Robbie Ryan per Cime tempestose
- Peter Sellers Award for Comedy – Un poliziotto da happy hour
- Alexander Walker Special Award – John Hurt

#### 2013
- Miglior film – Skyfall
- Miglior attore – Toby Jones per Berberian Sound Studio
- Miglior attrice – Andrea Riseborough per Doppio gioco
- Miglior sceneggiatura – Cosa ha fatto Richard
- Miglior promessa – Sally El Hosaini per My Brother the Devil
- Miglior documentario – L'impostore - The Imposter
- Blockbuster dell'anno – Skyfall
- Miglior realizzazione tecnico-artistica – Sarah Greenwood, Jacqueline Durran e Seamus McGarvey per Anna Karenina
- Peter Sellers Award for Comedy – Killer in viaggio

#### 2016
- Miglior film – Brooklyn
- Miglior attore – Idris Elba per Beasts of No Nation
- Miglior attrice – Maggie Smith per The Lady in the Van
- Miglior documentario – Amy
- Blockbuster dell'anno – Star Wars - Il risveglio della Forza
- Miglior montaggio – 45 anni
- Miglior sceneggiatura – Emma Donoghue per Room
- Miglior promessa – Maisie Williams per The Falling
- Comedy Award – Emma Thompson per La bottega degli errori
- Miglior realizzazione tecnico-artistica – Mark Digby per Ex Machina
- Tributo speciale – Alan Bennett

#### 2017
- Miglior film – Io, Daniel Blake
- Miglior attore – Hugh Grant per Florence
- Miglior attrice – Kate Beckinsale per Amore e inganni
- Miglior attore non protagonista – Arinze Kene per The Pass
- Miglior attrice non protagonista – Hayley Squires per Io, Daniel Blake
- Miglior documentario – Punto di non ritorno - Before the Flood
- Miglior sceneggiatura – Guy Hibbert per Il diritto di uccidere
- Comedy Award – Bridget Jones's Baby
- Breakthrough of the Year – Florence Pugh per Lady Macbeth
- Miglior realizzazione tecnico-artistica – Max Richter per Arrival
- Scena più forte dell'anno – Io, Daniel Blake
- Miglior film internazionale – Lion - La strada verso casa
- Editor's Award – Animali fantastici e dove trovarli

#### 2018
- Miglior film – La terra di Dio - God's Own Country
- Miglior attore – Daniel Kaluuya per Scappa - Get Out
- Miglior attrice – Kristin Scott Thomas per The Party
- Miglior attore non protagonista – Simon Russell Beale per Morto Stalin, se ne fa un altro
- Miglior attrice non protagonista – Gemma Jones per La terra di Dio - God's Own Country
- Miglior sceneggiatura – Sally Potter per The Party
- Comedy Award – Paddington 2
- Breakthrough of the Year – Rungano Nyoni per I Am Not a Witch
- Miglior realizzazione tecnico-artistica – Gary Williamson per Paddington 2